# Rhodostemonodaphne dioica
Rhodostemonodaphne dioica là loài thực vật có hoa trong họ Nguyệt quế. Loài này được (Mez) Rohwer miêu tả khoa học đầu tiên năm 1986.